# NGC 481
NGC 481 é uma galáxia elíptica (E-S0) localizada na direcção da constelação de Cetus. Possui uma declinação de -09° 12' 40" e uma ascensão recta de 1 horas, 21 minutos e 12,6 segundos.
A galáxia NGC 481 foi descoberta em 20 de Novembro de 1886 por Lewis A. Swift.